# Земляничное дерево Менциса
Земляничное дерево Менциса, или Земляничник Менциса (лат. Arbutus menziesii) — вечнозелёные деревья, вид рода Земляничное дерево (Arbutus) семейства Вересковые (Ericaceae).
Вид назван в честь шотландского хирурга и натуралиста Арчибальда Менциса.

## Распространение и экология
В природе ареал вида охватывает запад Северной Америки, от Британской Колумбии до Калифорнии.
Введено в культуру в 1827 году. В России встречается редко, только на Чёрноморском побережье Кавказа, в Адлере.

## Биологическое описание
Дерево высотой до 25 м, с красновато-бурой корой.
Листья эллиптические или обратнояйцевидные, длиной 5—15 см, шириной до 7 см, на верхушке тупые или заострённые, с широко клиновидным, закруглённым или слегка сердцевидным основанием, цельнокрайные или мелко и неясно пильчатые, голые или в молодости слегка опушённые, сверху зелёные, с нижней стороны сизые, на черешках 1—3 см.
Соцветия пирамидальные, стоячие, кистевидные, длиной 6—15 см. Венчик длиной 7—8 мм, белый.
Плоды широко эллипсоидальные или обратнояйцевидные, длиной 1—1,3 см, оранжево-красные, густо-бугорчатые, слегка тупо-ребристые.
Цветёт в мае — июне. Плодоносит в сентябре — ноябре.
|                                                                           |  |  |  |
| Слева направо: Ствол с отслоившейся корой. Листья. Цветки. Зелёные плоды. |  |  |  |

## Таксономия
Вид Земляничное дерево Менциса входит в род Земляничное дерево (Arbutus) подсемейства Arbutoideae семейства Вересковые (Ericaceae) порядка Верескоцветные (Ericales).
|  |                                      |  |                                                             |                                                             |                      |  | ещё 25 семейств (согласно Системе APG II) | ещё 25 семейств (согласно Системе APG II)   |                                             |  |  |  | ещё 5 родов        | ещё 5 родов                    |  |  |
|  |                                      |  |                                                             |                                                             |                      |  | ещё 25 семейств (согласно Системе APG II) | ещё 25 семейств (согласно Системе APG II)   |                                             |  |  |  | ещё 5 родов        | ещё 5 родов                    |  |  |
|  |                                      |  |                                                             | порядок Верескоцветные                                      |                      |  |                                           |                                             | подсемейство Arbutoideae                    |  |  |  |                    | вид Земляничное дерево Менциса |  |  |
|  |                                      |  |                                                             | порядок Верескоцветные                                      |                      |  |                                           |                                             | подсемейство Arbutoideae                    |  |  |  |                    | вид Земляничное дерево Менциса |  |  |
|  | отдел Цветковые, или Покрытосеменные |  |                                                             |                                                             | семейство Вересковые |  |                                           |                                             | род Земляничное дерево                      |  |  |  |                    |                                |  |  |
|  | отдел Цветковые, или Покрытосеменные |  |                                                             |                                                             |                      |  |                                           |                                             |                                             |  |  |  |                    |                                |  |  |
|  |                                      |  | ещё 44 порядка цветковых растений (согласно Системе APG II) | ещё 44 порядка цветковых растений (согласно Системе APG II) |                      |  |                                           | ещё 7 подсемейств (согласно Системе APG II) | ещё 7 подсемейств (согласно Системе APG II) |  |  |  | ещё около 10 видов |                                |  |  |
|  |                                      |  |                                                             | ещё 44 порядка цветковых растений (согласно Системе APG II) |                      |  |                                           |                                             | ещё 7 подсемейств (согласно Системе APG II) |  |  |  |                    |                                |  |  |